# チンクエチェント博物館
チンクエチェント博物館 (IL MUSEO DELLA CINQUECENTO) は、愛知県名古屋市にある私設の自動車博物館。

## 概要
2001年6月2日、愛知県知多市のリゾートマンション施設「チッタ・ナポリ」内に開館した。イタリアのフィアット社が開発した自動車「500（チンクエチェント）」専門の博物館で、主に1957年から1975年まで生産された2代目、通称「NUOVA 500」と呼ばれるモデルを所蔵・公開する。
2014年3月末をもって一旦閉館し、同年5月1日、山形県鶴岡市に移転した。本博物館は設立当時より「移動博物館」をコンセプトとしており、移転リニューアルはその構想によるものである。ただし、博物館の事務局は引き続き愛知県名古屋市に置いている。
2020年、鶴岡市から事務局のある愛知県名古屋市に移転。これまで本博物館では、500を所蔵・公開することで同車の保護・保存につなげていくことを目的としていた。博物館を設立して20年近くが経過し、日本でも500の知名度が上がってきたこともあり、「この車に心惹かれた人たちに実際に所有してもらい、日常の中で乗ってもらうことで保護・保存につなげていきたい」との思いから、展示にとどまらず車両の販売も行うことになった。

### レーシングチームの運営
フィアット（アバルト）によるレーシングチーム「ムゼオ　チンクエチェント レーシングチーム(museo CINQUECENTO racing team)」を運営しており、2013年にはスーパー耐久シリーズに初参戦。合計で国内6戦に参戦した。

### 2005年日本国際博覧会における展示
2005年、愛知県にて開催された2005年日本国際博覧会（愛・地球博）のイタリア館（同県長久手市）において、実際のNUOVA 500の車体にホワイトチョコレートをコーティングした車両が展示された。博覧会終了後、この車両は本博物館に寄贈されている。

## 展示車両
- FIAT 500 A(トポリーノ)/ 1936年
- FIAT NUOVA 500(プリマセーリエ)/ 1957年
- FIAT NUOVA 500 USA / 1959年
- FIAT 500 GHIA JOLLY / 1959年
- FIAT NUOVA 500 SPORT / 1959年
- FIAT 500 GIARDINIERA / 1960年
- FIAT ABARTH 695 SS ASSETTO CORSA / 1966年
- FIAT 500 ENGADINA / 1971年
- CHOCOLATE COATED FIAT 500 / 2005年

## 利用案内
- 休館日 - 毎週月曜日、第1・第3火曜日
- 開館時間 - 11:00 - 13:00・14:00 - 17:00（事前予約制）

CASA 500 SHOP（カーザ チンクエチェント ショップ）
2024年9月8日にヤングタイマーのフィアット車の展示およびヨーロッパ雑貨などの販売を行う店舗として開店した。
- 所在地 - 愛知県瀬戸市坊金町221
- 営業日 - 毎月第2・第4日曜日のみ営業
- 営業時間 - 10:00 - 17:00（2024年10月27日より予約不要）